# Anetia pantherata
Anetia pantherata är en fjärilsart som beskrevs av Martyn 17979. Anetia pantherata ingår i släktet Anetia och familjen praktfjärilar. Inga underarter finns listade i Catalogue of Life.